# Bergnarv
Bergnarv (Arenaria montana) är en nejlikväxtart. Bergnarv ingår i släktet narvar, och familjen nejlikväxter.

## Underarter
Arten delas in i följande underarter:
- A. m. intricata
- A. m. linearifolia
- A. m. montana

## Bildgalleri

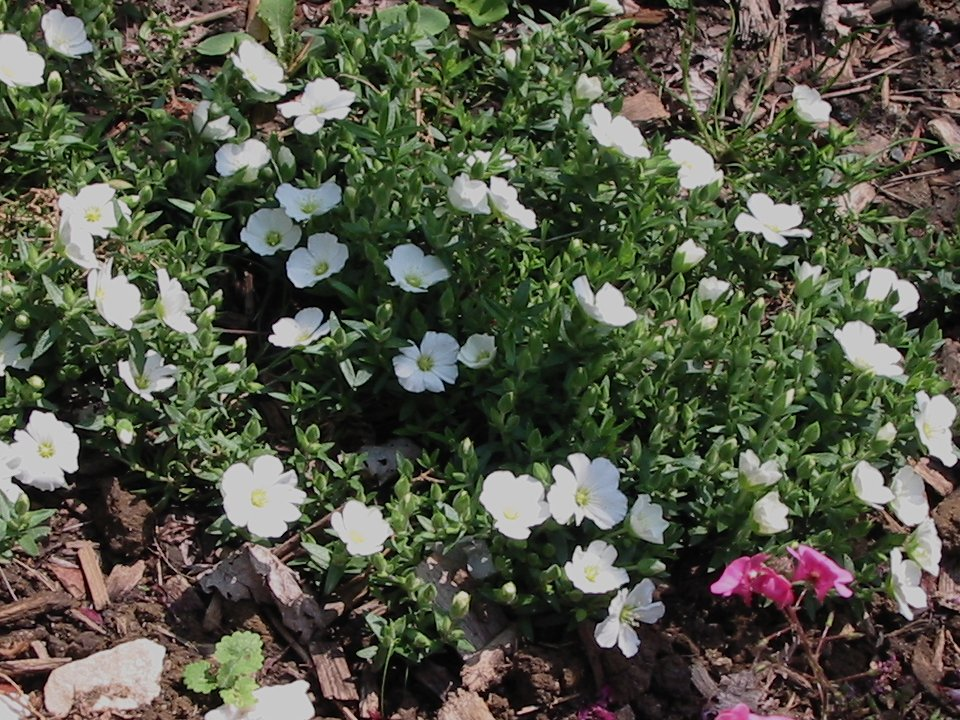
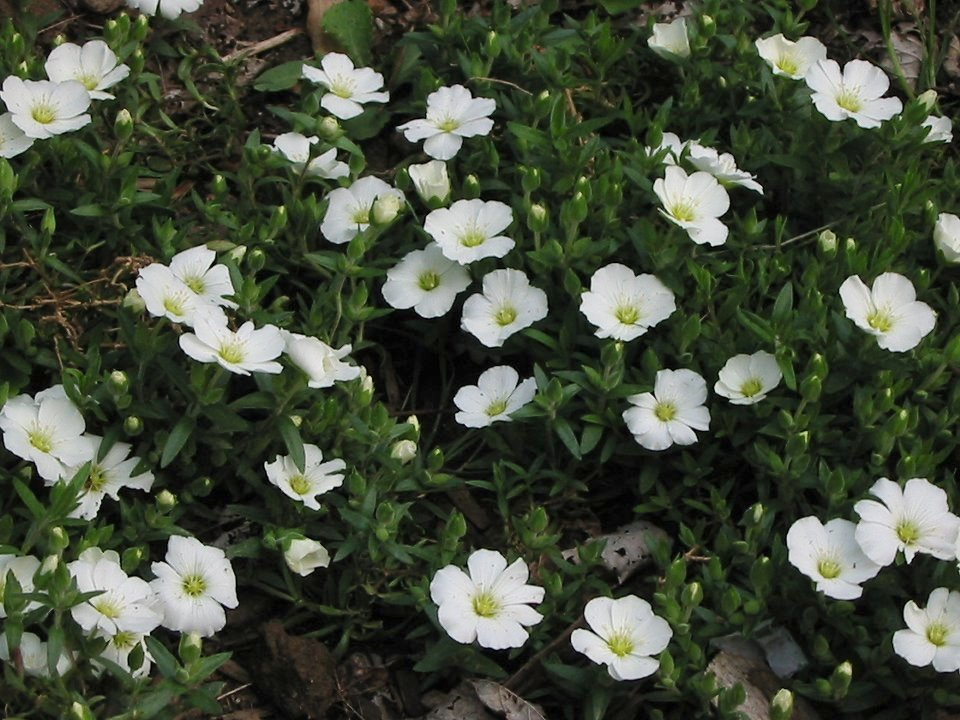
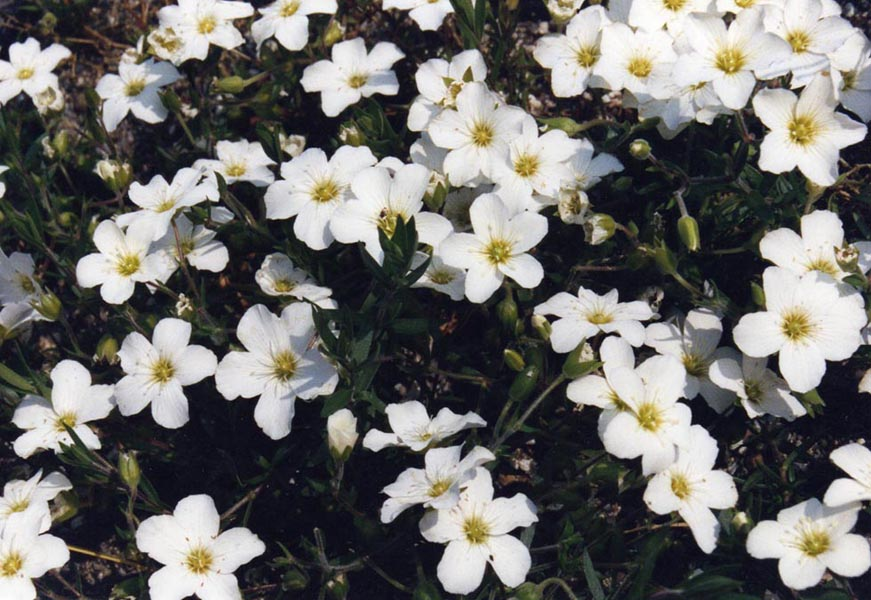
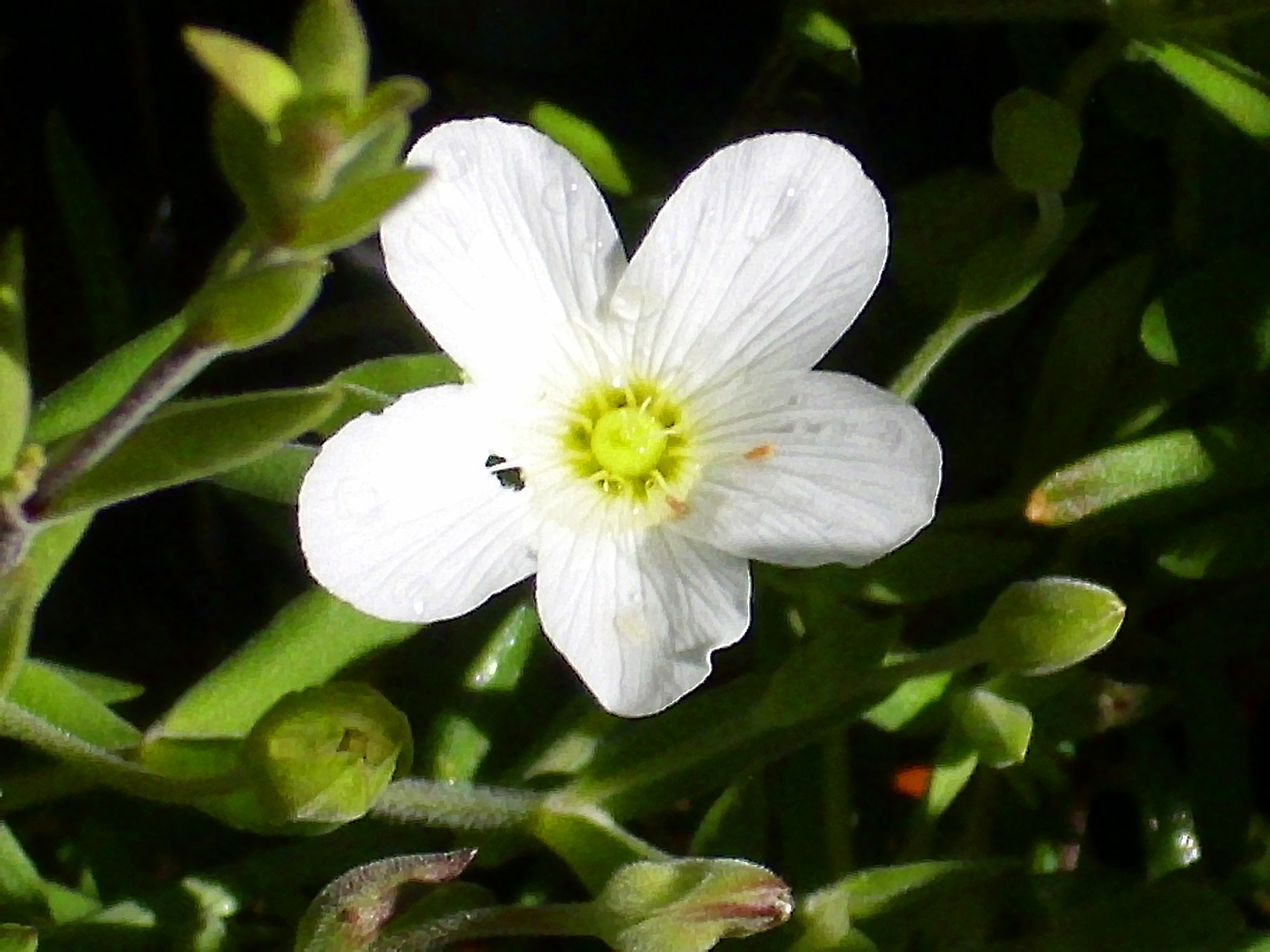
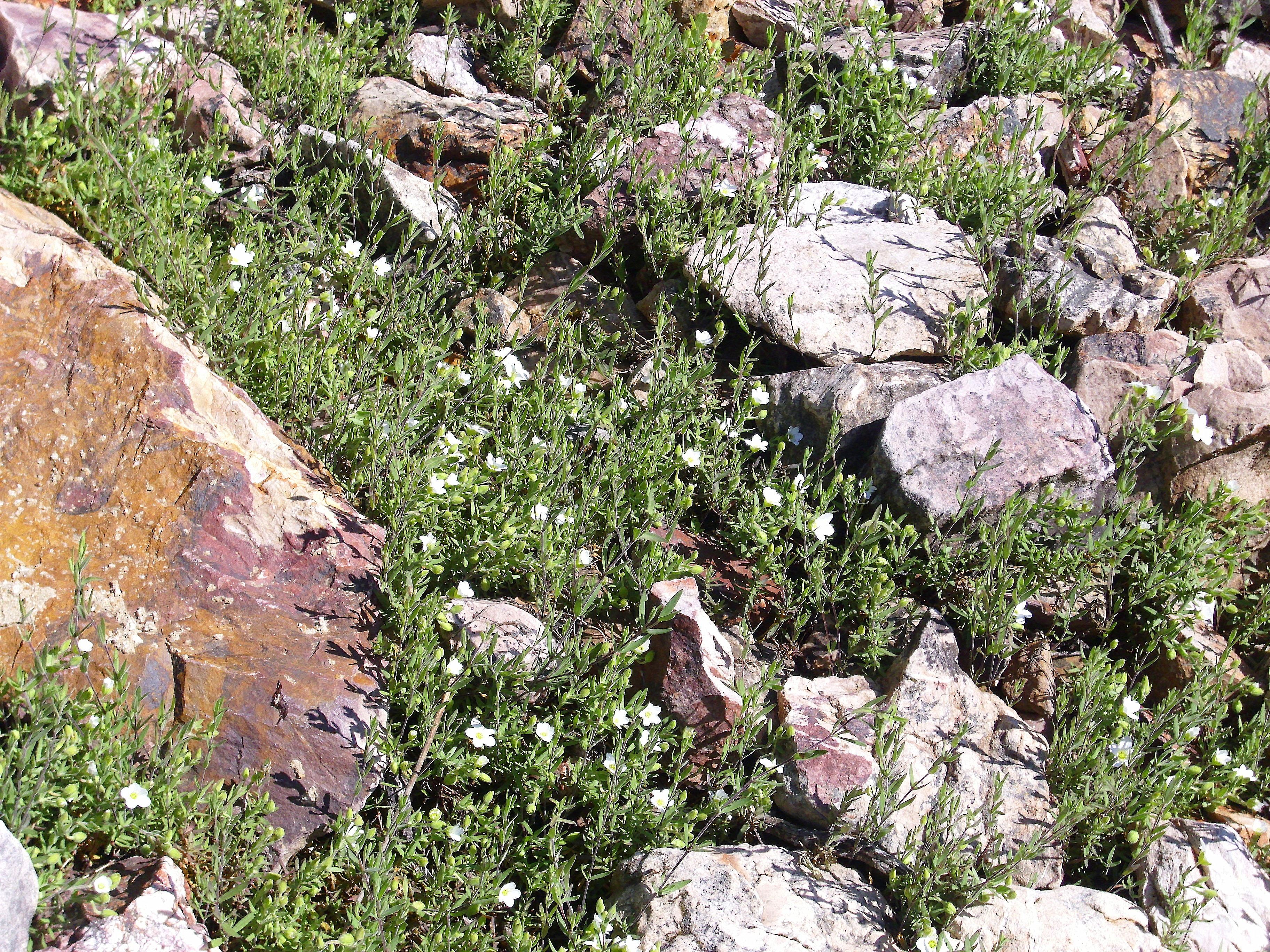
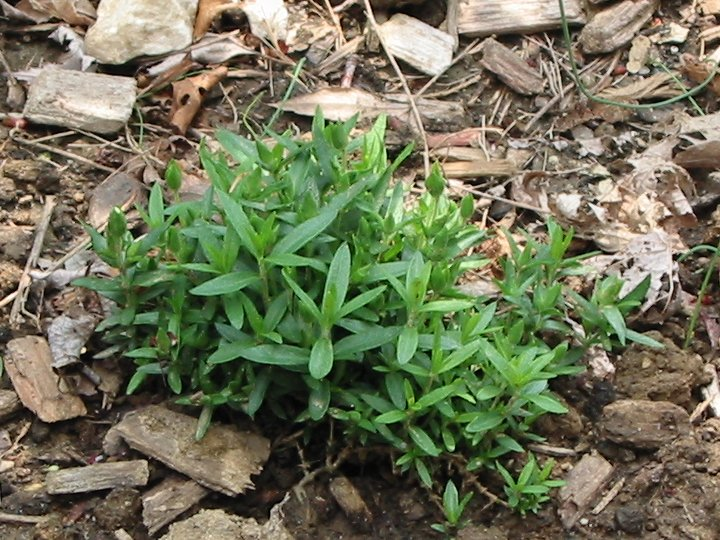